# Seychelles Unidas

Logo del SPUP (predecesor del actual PL) entre 1964 y 1991.

Seychelles Unidas (en inglés: United Seychelles) denominado hasta noviembre de 2018 como Partido Popular (en criollo seychellense: Parti Lepep, abreviado como PL en su denominación original) es un partido político socialista democrático seychellense fundado en 1964 (aunque su nombre ha cambiado varias veces) por France-Albert René. Desde el golpe de Estado de 1977, y la posterior democratización de Seychelles en 1993, el partido gobernó ininterrumpidamente el país hasta el 2020. Hasta 2009, su nombre fue Frente Progresista del Pueblo de Seychelles (Front Progressiste du Peuple Seychelles).
El partido fue fundado como Partido Popular Unido de Seychelles como un partido socialista y comunista, representando una auténtica competencia para el gobernante Partido Democrático, constituyendo su principal oposición entre 1964 y 1977. Poco tiempo después de la independencia del país, su líder France-Albert René realizó un golpe de Estado y se hizo con el poder. Después de eso el nombre del partido fue cambiado a Frente Progresista del Pueblo de Seychelles. Entre 1979 y 1991, el FPPS fue el único partido político legal del país dentro del marco de un régimen socialista. Después de la instauración del multipartidismo, el partido continuó gobernando bajo las presidencias todavía de France-Albert (1993-2004), James Michel (2004-2016) y Danny Faure (2016-2020).
Alcanzó su apogeo en las elecciones parlamentarias de 2011, cuando la mayoría de los partidos opositores boicotearon los comicios y el PL obtuvo más del 88% de los votos y todos los escaños. Sin embargo, desde entonces el partido comenzó su declive. En las elecciones presidenciales de 2015, James Michel buscó un tercer mandato y no obtuvo el suficiente porcentaje para ser elegido en primera vuelta, requiriéndose un desempate en el que estuvo a 193 votos de ser derrotado por Wavel Ramkalawan, del Partido Nacional de Seychelles (SNP). En las elecciones parlamentarias que siguieron en 2016, el PL perdió la mayoría absoluta en la Asamblea Nacional por primera vez en la historia ante la coalición Linyon Demokratik Seselwa (LDS) que obtuvo 19 escaños contra 14 del oficialismo. Esta derrota provocó la renuncia de Michel y su reemplazo por Faure, su vicepresidente.
En noviembre de 2018, el partido confirmó su cambio de nombre por el de Seychelles Unidas.
En las elecciones presidenciales y parlamentarias de 2020 el gobierno de Faure sufrió una dura derrota a manos de la Alianza Democrática Seychellense encabezada por Wavel Ramkalawan, terminando así su periodo de 43 años de gobierno ininterrumpido.

## Resultados electorales

### Elecciones presidenciales
|  | 97.99 % |

|  | 92.63 % |

|  | 96.09 % |

|  | 59.50 % |

|  | 66.67 % |

|  | 54.19 % |

|  | 53.73 % |

|  | 55.46 % |

|  | 47.76 % |

|  | 50.15 % |

|  | 43.51 % |

### Elecciones parlamentarias
|  | 48.16 % |

|  | 44.08 % |

|  | 47.63 % |

|  | 100.00 % |

|  | 100.00 % |

|  | 100.00 % |

|  | 58.39 % |

|  | 57.07 % |

|  | 61.71 % |

|  | 54.27 % |

|  | 56.76 % |

|  | 88.56 % |

|  | 49.22 % |

|  | 42.35 % |